# برج الظلام 2: الأبواب الثلاثة (رواية)
الأبواب الثلاثة (بالإنجليزية: The Drawing of the Three) هي رواية فانتازيا بقلم الكاتب الأميركي ستيفن كينغ. وهي الكتاب الثاني ضمن سلسلة «برج الظلام»، ونُشرت من قبل دار غرانت عام 1987. استُلهمت السلسلة من قصيدة كتبها روبرت براونينغ بعنوان «تشايلد رولاند إلى برج الظلام جاء» (بالإنجليزية: Childe Roland to the Dark Tower Came)  أو رولان فتى الفرسانِ جاءْ... إلى القلعة السمراء (ترجمة جبرا إبراهيم جبرا المقتبسة من كتاب المآسي، مسرحية الملك لير، الفصل 3، المشهد 4) . والقصة هي امتداد لأحداث «الرجل المسلح»  وتتابع سرد قصة «رولاند من جلعاد» وسعيه نحو برج الظلام. إن العنوان الفرعي لهذه الرواية هو الإحياء (بالإنجليزية: RENEWAL).

## ملخص الحبكة
تبدأ أحداث الكتاب بعد أقل من سبع ساعات من نهاية أحداث برج الظلام: الرجل المسلح بعد أن وصف الرجل ذو الرداء الأسود مصير الرجل المسلح مستخدمًا بطاقات التاروت. يستيقظ رولاند على الشاطئ، ليتعرض فجأة لهجوم من كائن غريب شبيه بالكركند دعاه باسم «الكركند المسخ» أو «اللوبستروس». يقتل الكائن بعد فقدانه إصبعي السبابة والوسطى من يده اليمنى ومعظم إصبع قدمه الكبير، وسرعان ما أصيبت جراحه غير المعالجة بالعدوى. يتابع رولاند المصاب بالحمّى خائر القوى السير شمالًا بمحاذاة الشاطئ حيث يواجه في النهاية ثلاثة أبواب. يُفتح كل باب منها على مدينة نيويورك في فترات زمنية مختلفة (1987، 1964، 1977 على التوالي). عندما يعبر رولاند عبر هذه الأبواب، يعيد إحضار رفاقه الذين سينضمون إليه في سعيه إلى برج الظلام.
يحضر الباب الأوّل (المسمّى «السجين») إدي دين، شاب مدمن هيروين ضمن عملية تهريب كوكايين لداخل نيويورك لتاجر المخدرات إنريكو بالإزار. يعيد رولاند إحضار إدي من خلال الباب كي يتمكن إدي من إخفاء الكوكايين والتحايل على تفتيش الجمارك، لكن يرتاب العملاء من أمره ويُخضِعونه لاستجواب ومراقبة مطوّلة. يصبح بالإزار على علم بهذه الأحداث ويخطف شقيق إدي الأكبر هنري المدمن بشدة لإرغام إدي على تسليم المخدرات. في حانة بالإزار، يدعي إدي أنه يستطيع إنتاج المخدرات من الحمام. فُتّش إدي وخُلعِت ملابسه وقُلِب الحمام رأسًا على عقب، ولم يُعثَر على أي مخدرات. في النهاية، يُسمح لإدي بدخول الحمام عاريًا تمامًا برفقة أحد أتباع بالإزار. في الحمام، يجرّ إدي التابع قسرًا إلى دخول عالم الرجل المسلّح. أثناء المشاجرة القصيرة، أصاب رولاند التابع الذي التهمه اللوبستروس حيًا. عاود إدي ورولاند دخول الحمام، وترامى لسمعهما أن هنري قد توفي نتيجة جرعة هيروين زائدة غير مقصودة أعطاه إياها رجال بالإزار، وانخرطا في تبادل إطلاق نار طويل لكنه انتهى بنصرهما. بينما ما يزال إدي يبكي وفاة شقيقه، يقرر إلقاء مصيره مع رولاند. قبل أن يعود الاثنان عبر الباب، استحصلا على بعض المضادات الحيوية التي يحتفظ بها بالإزار في حمامه للمدمنين ذوي الأذرع المصابة بالعدوى. يتعافى رولاند ببطء من إصابته بعد عناية إدي به.
يكشف الباب الثاني (المسمّى «سيدة الظلال») عن أوديتا هولمز، امرأة سوداء تعاني من اضطراب الهوية التفارقي (الذي وصفه إدي بشكل غير صحيح بأنه فصام) وكانت ناشطة ضمن حركة الحقوق المدنية. كانت ثرية وفاقدة لساقيها أسفل الركبتين بعد أن دُفِعت أمام قطار المترو. لا تدرك أوديتا نهائيًا أن لديها شخصية بديلة - امرأة عنيفة متوحشة تدعى ديتا ووكر - والتي أحدثتها صدمة رأس في سن مبكرة. يضطر رولاند وإدي إلى التعامل مع كل من هاتين الشخصيتين عندما يجلب رولاند جسد أوديتا بالقوة إلى عالمه، إذ تقوم ديتا بقمع أوديتا خلال معظم رحلاتهم. في النهاية، عادت أوديتا، وشرعت مع إدي بالخروج من الباب الأخير بعد نكس إصابة رولاند بشكل أقوى من ذي قبل. عثر الاثنان في نهاية المطاف على الباب الثالث (المسمى «الدافِع») حيث يترك إدي أوديتا مسلحة بأحد مسدسات رولاند من نوع (ريفولفر)، ويسارع مع كرسيها المتحرك لاستعادة رولاند. عندما يعودان، تكون أوديتا قد اختفت، واختبأت ديتا منتظرةً أن تهاجم. بعد دخول رولاند الباب الثالث، تأسر ديتا إدي وتستخدمه كطعم لكائنات اللوبستروس آملةً إجبار رولاند على العودة وإعادتها إلى عالمها. 
عوضًا عن الكشف عن رفيق جديد، يقود الباب الثالث رولاند إلى جاك مورت، وهو شخص سادي مختل يعاني من اضطراب الشخصية المعادية للمجتمع يستلذ بأذية وقتل غرباء عشوائيين – وهو الرجل ذاته المسؤول عن الصدمة الرأسية التي أوجدت شخصية أوديتا هولمز البديلة، وفقدان ساقي أوديتا/ديتا إلى جانب موت جيك تشامبرز. يصل رولاند إلى جسد جاك تمامًا وهو على وشك دفع جيك إلى طريق سير السيارات (الحدث الذي يؤدي إلى ظهور جيك في الرجل المسلّح) ويمنعه من ذلك. تحت سيطرة رولاند، يأخذ جاك الدواء والذخيرة التي يحتاجها رولاند للبقاء على قيد الحياة ثم يقفز أمام نفس المترو الذي دهس أوديتا/ديتا منذ سنوات. يعود رولاند إلى عالمه قبيل الاصطدام، بعد التأكد من رؤية أوديتا/ديتا مقتل جاك بغية إجبار الشخصيتين على مواجهة بعضهما البعض. أثناء محاولتهما إلغاء بعضهما البعض، تندمجان في شخصية ثالثة أقوى، سوزانا دين. تردع سوزانا اللوبستروس عن محاولة التهام إدي.
أثناء سفر المجموعة بعيدًا عن الشاطئ، يبدأ إدي -وقد تغلب على إدمانه للمخدرات بعد آثار سحب مؤلمة-  بالوقوع في حب سوزانا. يدين كلٌّ منهما بحياته إلى رولاند، لكنه يدرك تمامًا أنه قد يحتاج في النهاية إلى التضحية بهما للوصول إلى البرج.

## وصلات خارجية
- The Dark Tower official website